# Firth of Thames
Il Firth of Thames (in māori Tikapa Moana-o-Hauraki) è una profonda insenatura della costa settentrionale dell'Isola del Nord della Nuova Zelanda. Si tratta del firth (fiordo o estuario in italiano) in cui sfociano i fiumi Waihou e Piako, il primo dei quali era precedentemente noto come fiume Thames (in onore del britannico Tamigi); la cittadina di Thames è invece situata lungo la costa sudorientale del golfo. Il firth costituisce la porzione meridionale del golfo di Hauraki, a sud-est della città di Auckland.